# Analschleife
Die Analschleife bezeichnet im Flügel der Libellen jene Zellen die entweder direkt zwischen den Analadern oder zwischen jenen und dem Cubitus liegen.

Benennung der Zellen gemäß Comstock-Needham.

## Nachweise
- John L. Capinera: Encyclopedia of Entomology. Springer, Berlin 2008, ISBN 978-1-4020-6359-6.